# الموضة الفرنسية

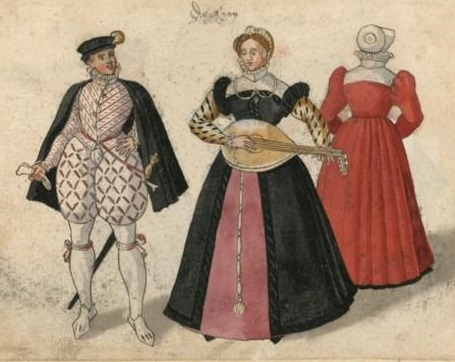

كانت الأزياء صناعة هامة ومادة تصدير ثقافي لفرنسا منذ القرن السابع عشر، كما نشأ «هوت كوتور» الحديث في باريس في ستينيات القرن التاسع عشر. تعتبر اليوم باريس جنبا إلى جنب مع لندن وميلانو ونيويورك إحدى عواصم الموضة في العالم. المدينة موطن أو مقر للعديد من بيوت الأزياء الممتازة.